# Solens radius
Solens radius, der betegnes {\displaystyle R_{\odot }}, og som er den halve soldiameter, bruges i astronomien som måleenhed, når størrelsen af andre stjerner eller planeter skal angives. Dens værdi er 
{\displaystyle 1\,R_{\odot }=6.955\times 10^{8}\,{\hbox{m}}=695.500\,{\hbox{km}}=0.004652\,{\hbox{ }}} {\displaystyle {\hbox{AU}}},
eller omkring 109 gange den gennemsnitlige jordradius.
Jord--Måne-systemet kan give en anskuelig sammenligning, idet afstanden mellem Jorden og Månen i gennemsnit udgør 384.400 km eller 55 procent af solradius. Var Solen placeret på Jordens plads i rummet, ville Månens bane ligger langt inde i Solen – kun lidt længere ude end halvvejen til soloverfladen.
Set fra Jorden er den tilsyneladende solradius omkring 16', så hele diameteren af solskiven er 32' eller 0,53°. Da Jordens omløbsbane er elliptisk, svinger værdien dog med 1,7 procent i begge retninger. I periheliet (i begyndelsen af januar) er den 32'32", og i apheliet (i begyndelsen af juli) kun 31'28". Den tilfældighed, at Månen ses under en tilsvarende vinkel, er grunden til, at der kan optræde totale solformørkelser på Jorden.
Strengt taget er afstanden fra centrum til overfladen lidt større ved Solens ækvator end ved dens poler på grund af Solens langsomme rotation. Denne fladtrykthed er imidlertid meget ringe, idet den kun udgør 10 parts per million.